# Nicolești (Ulieș), Harghita
Nicolești, mai demult Micloșfalău, (în maghiară Miklósfalva) este un sat în comuna Ulieș din județul Harghita, Transilvania, România.

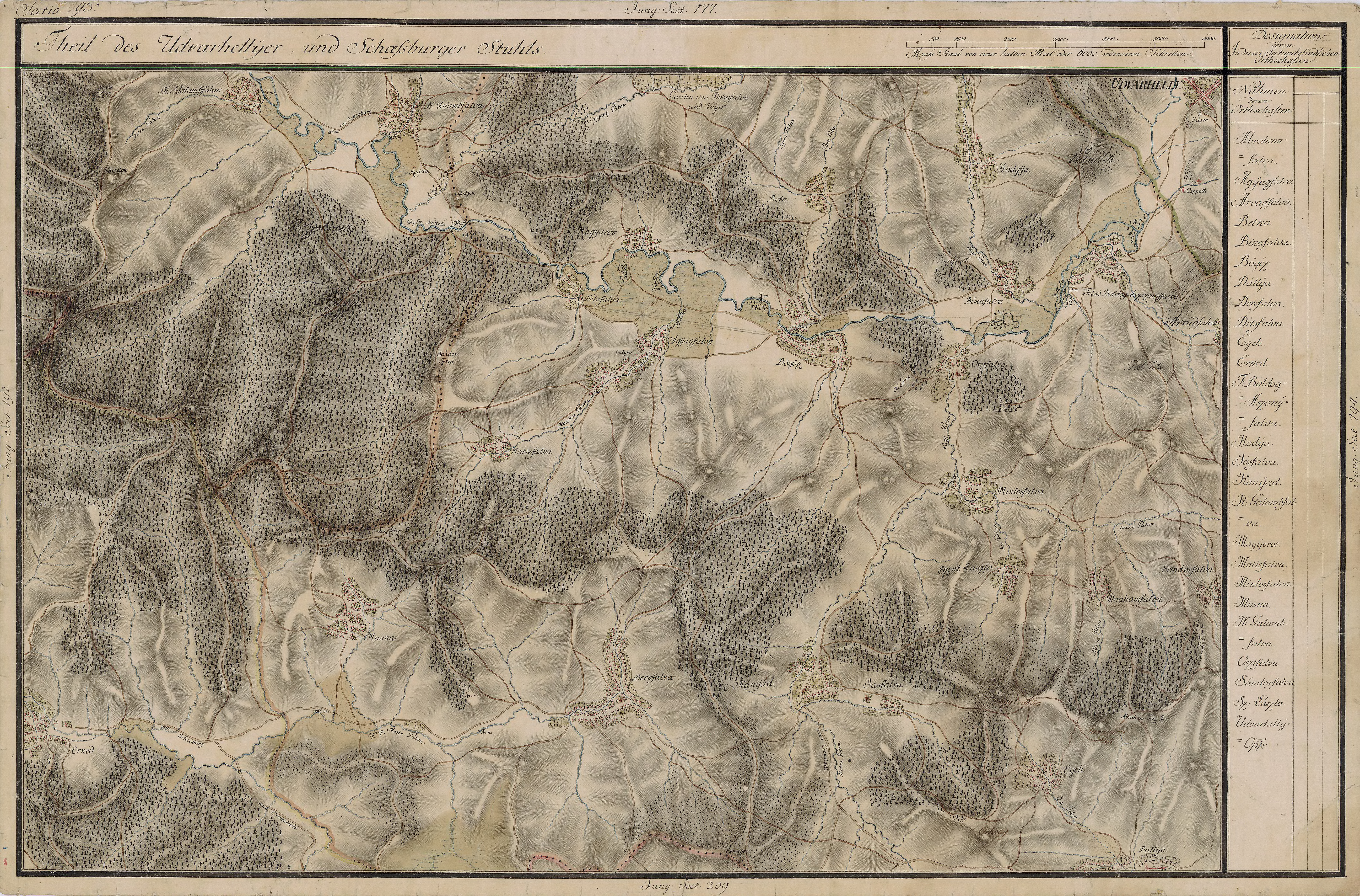
Nicolești în Harta Iosefină a Transilvaniei, 1769-1773

## Personalități
- Ferenc Vasas (n. 24 ianuarie 1942 - d. 26 martie 2015, București), jurnalist și profesor de jurnalism, „secuiul care îi învăța pe români să vorbească românește corect".

## Imagini

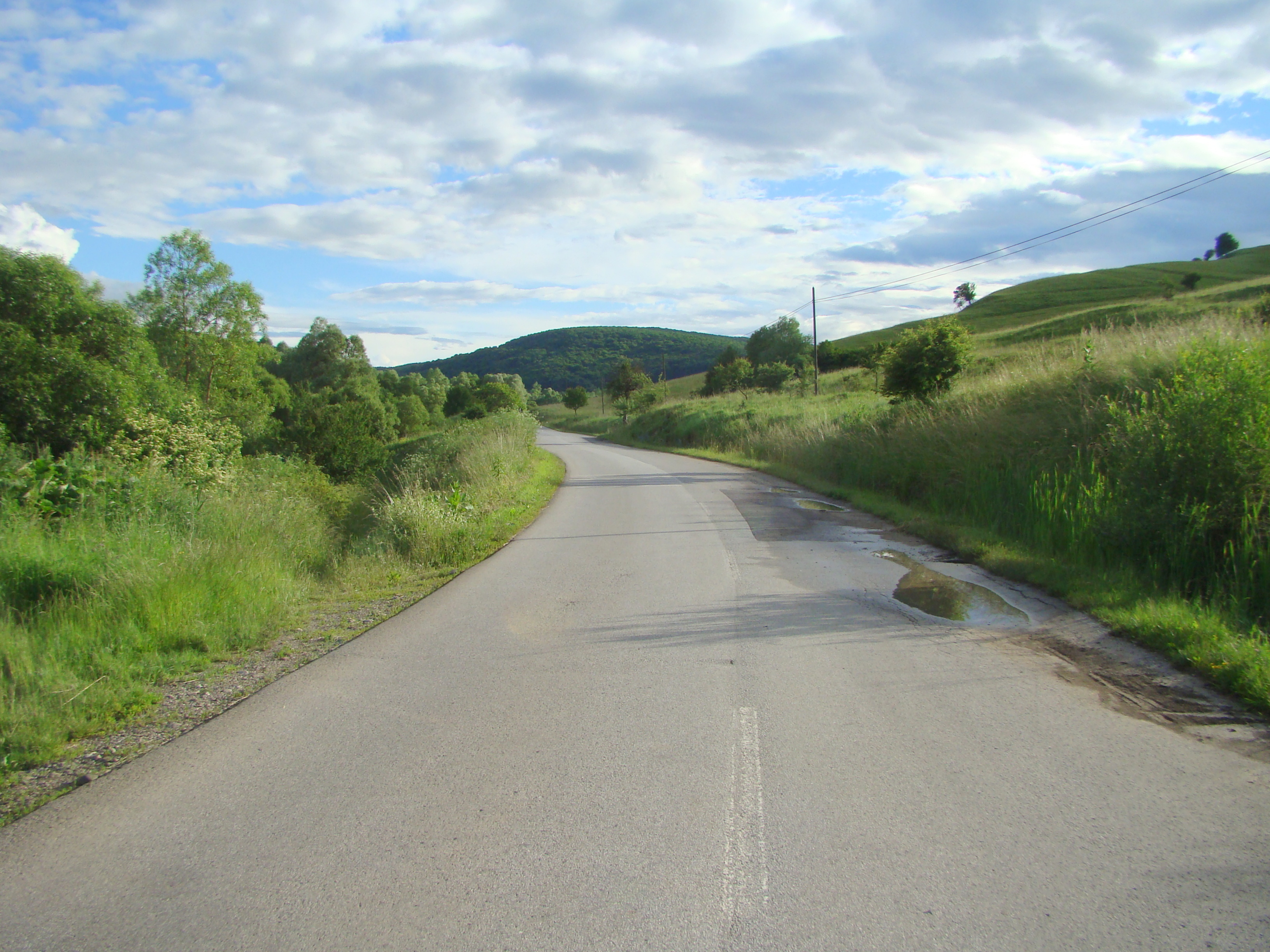
Drumul județean spre satul Nicolești
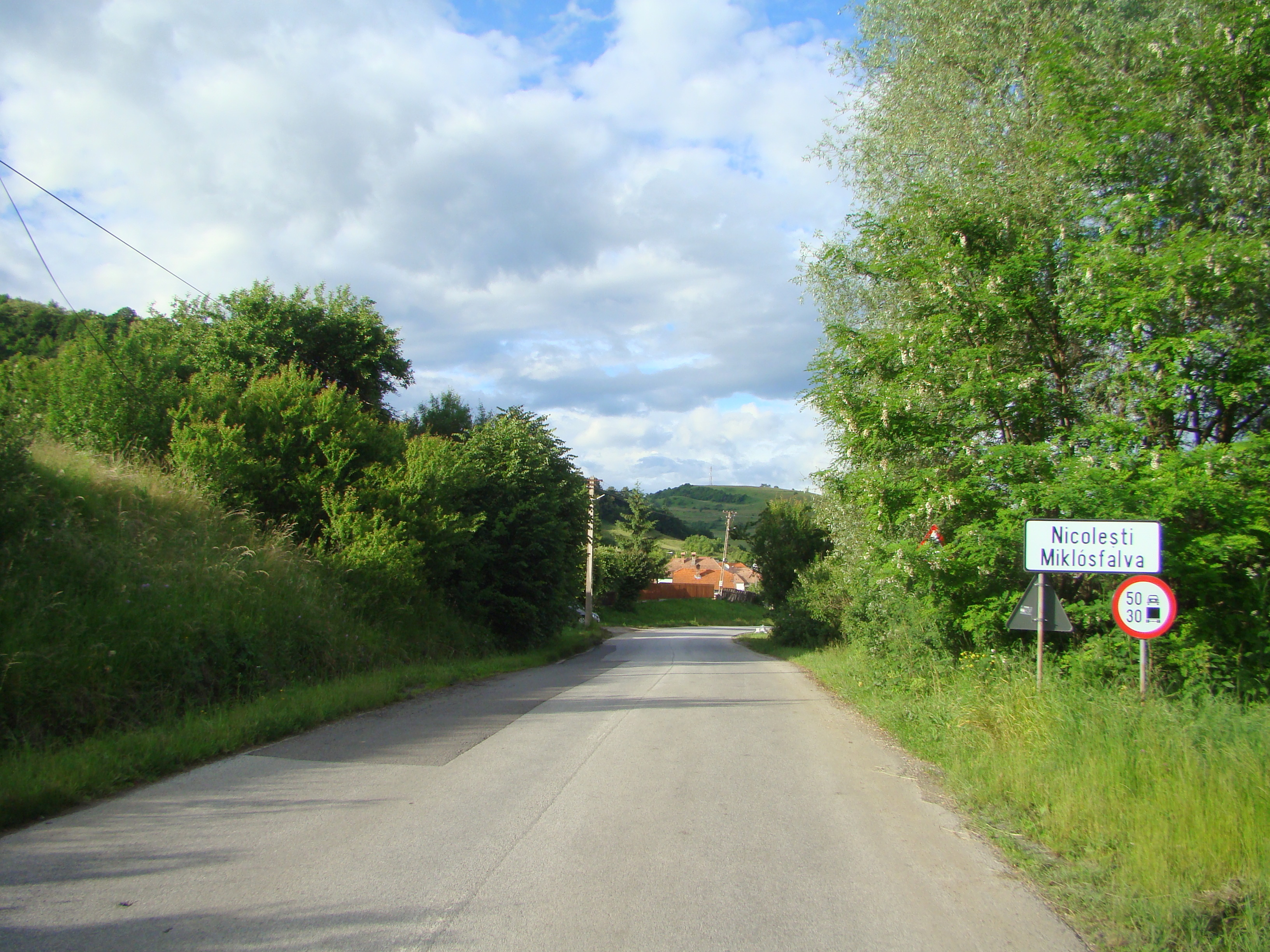
Intrarea în localitate
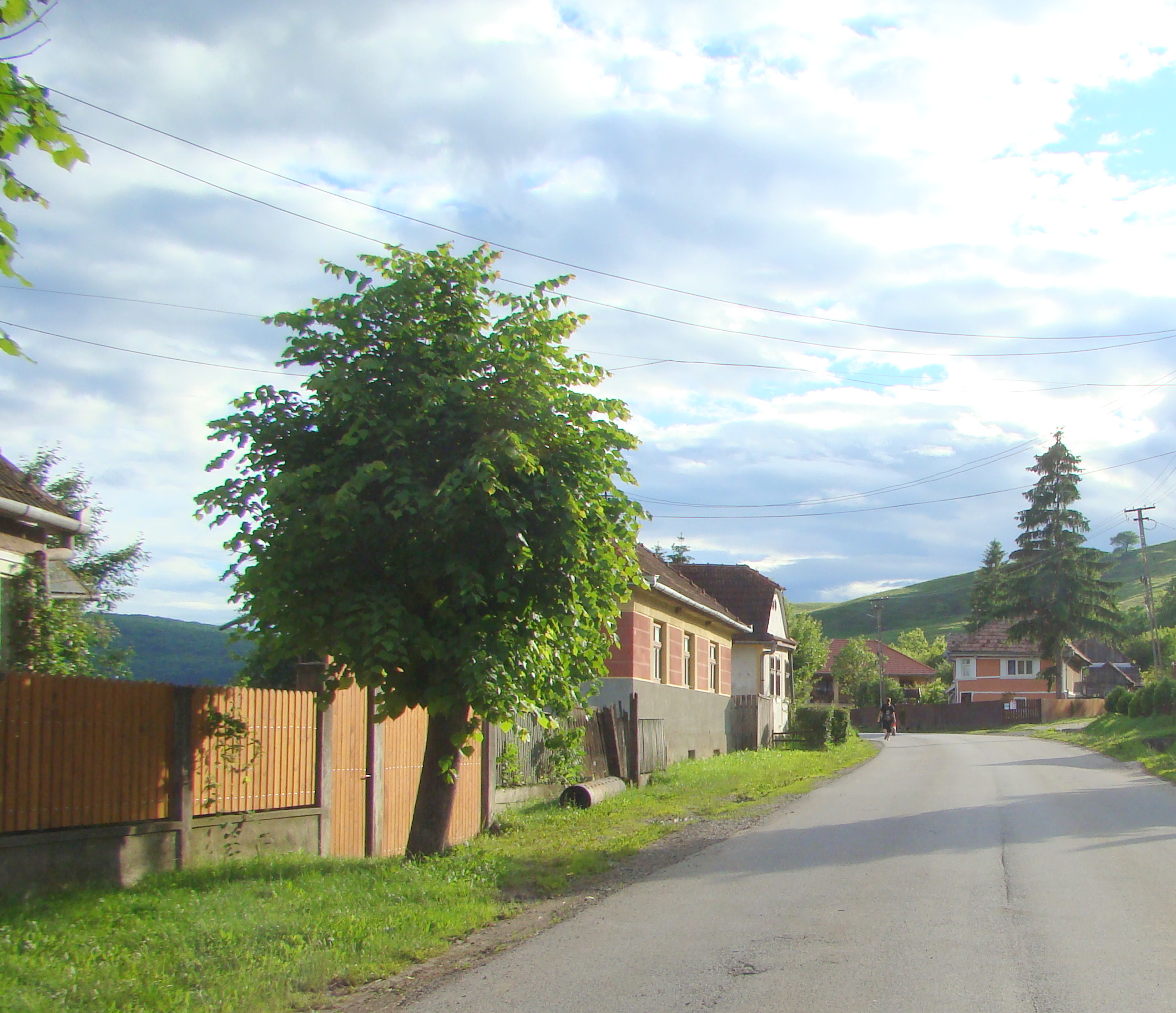
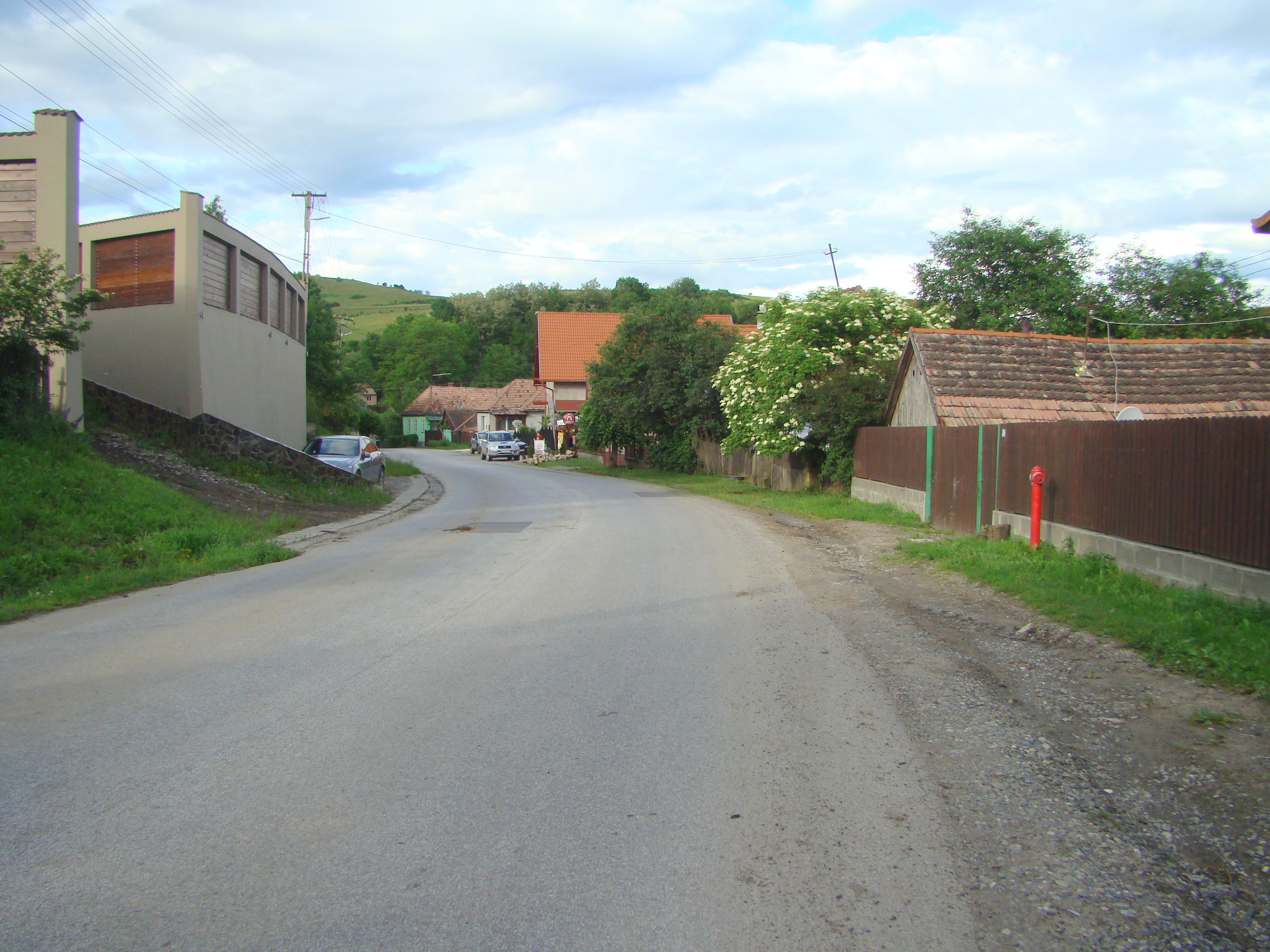
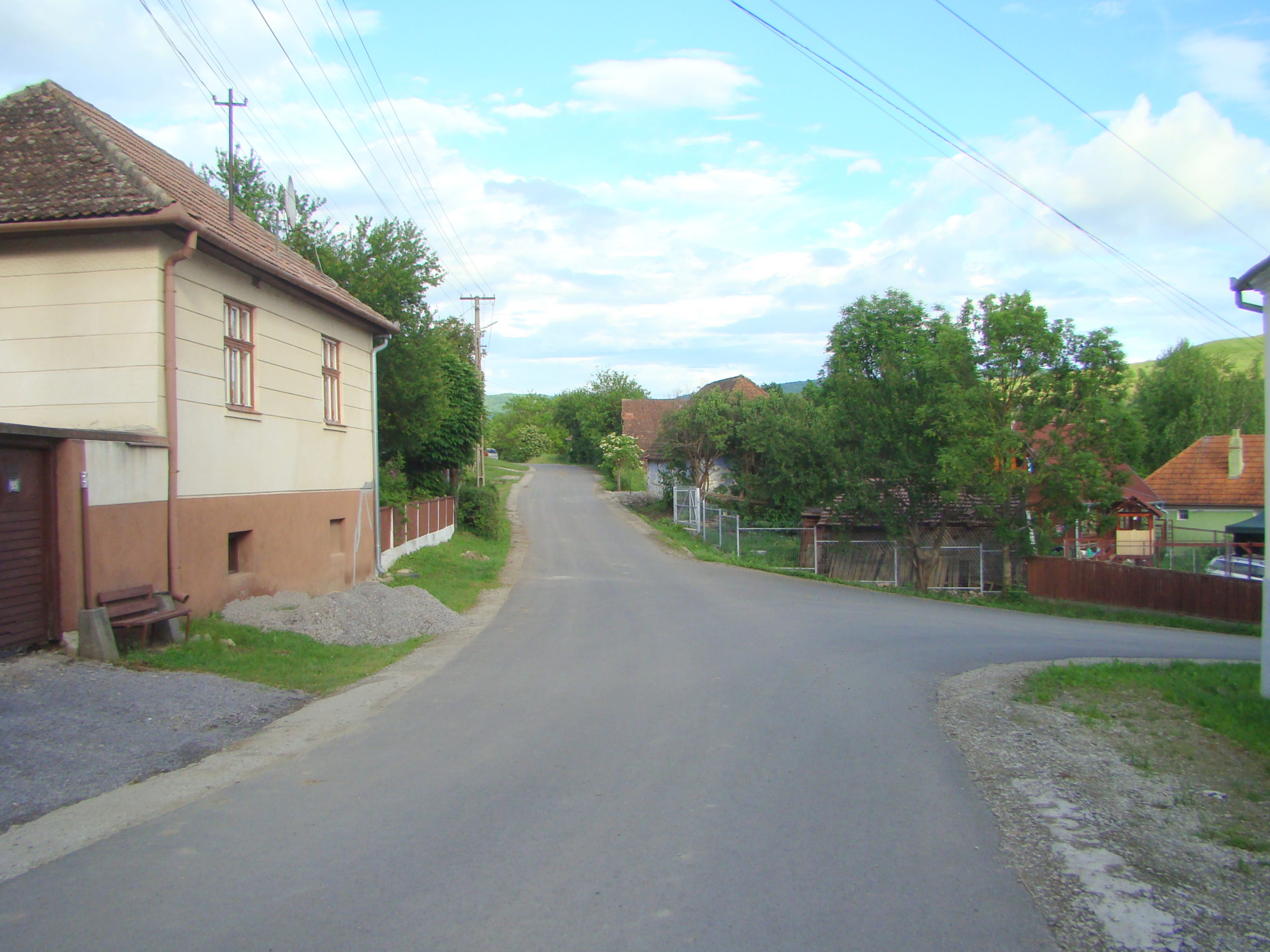
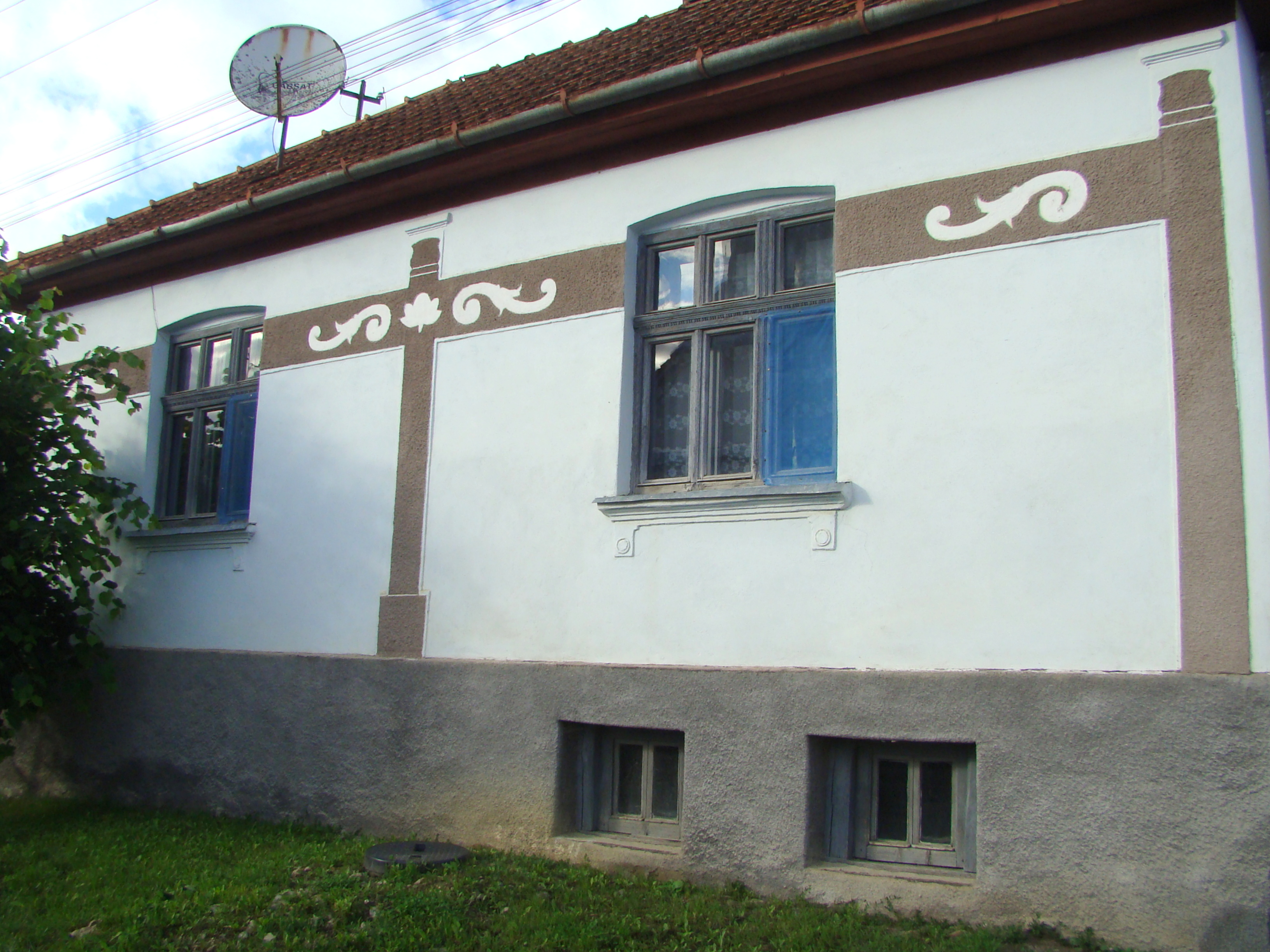
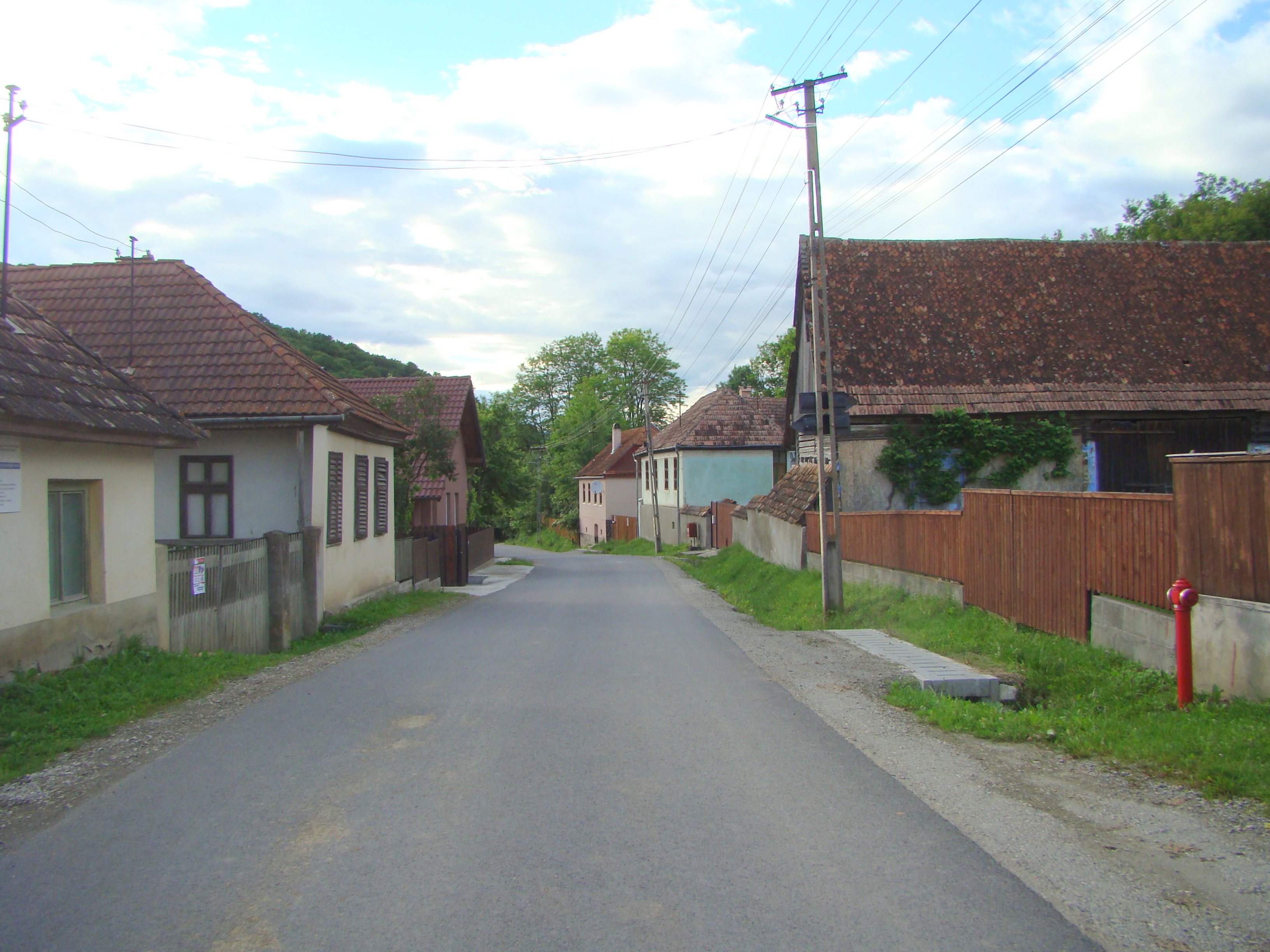
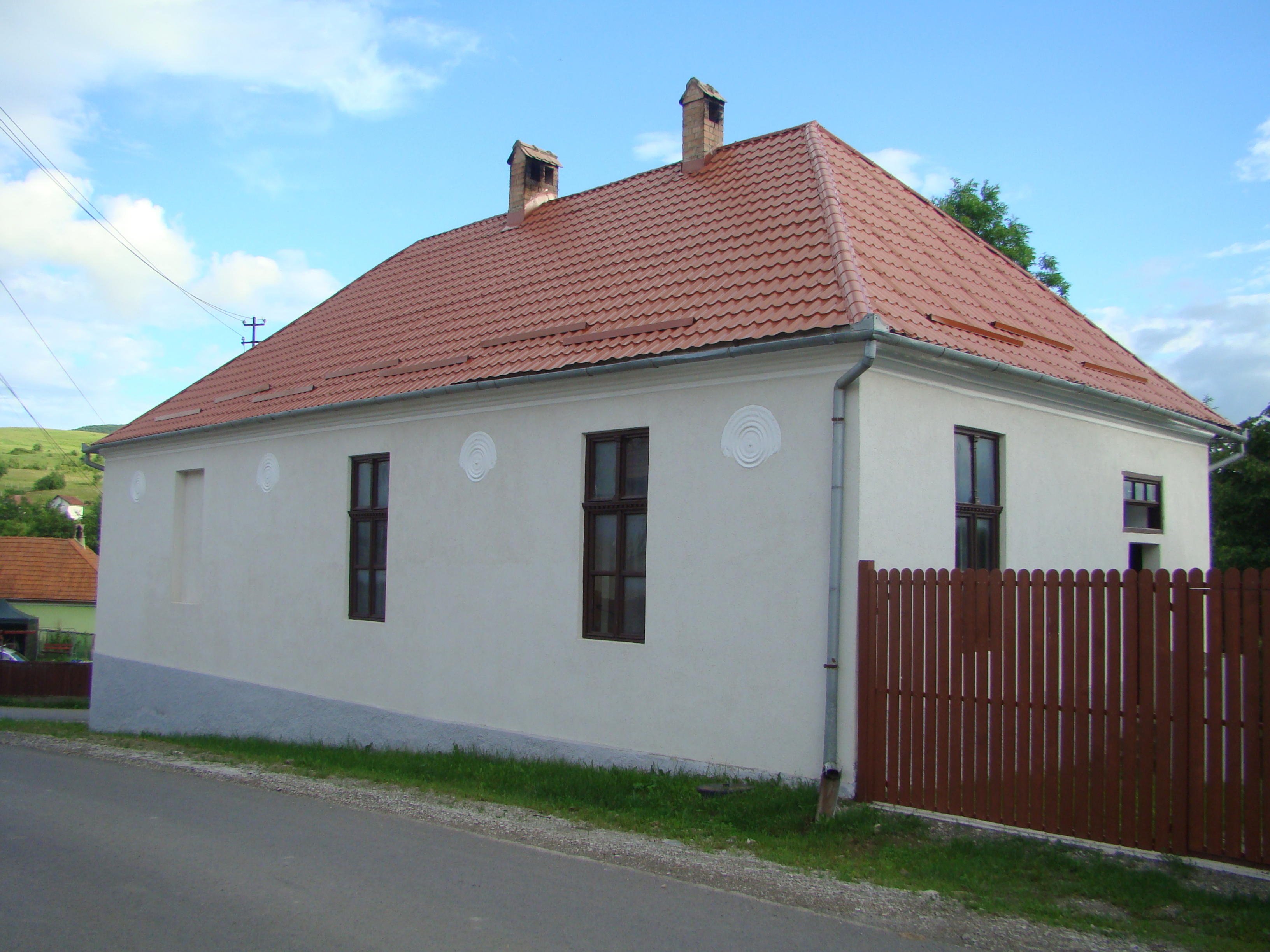
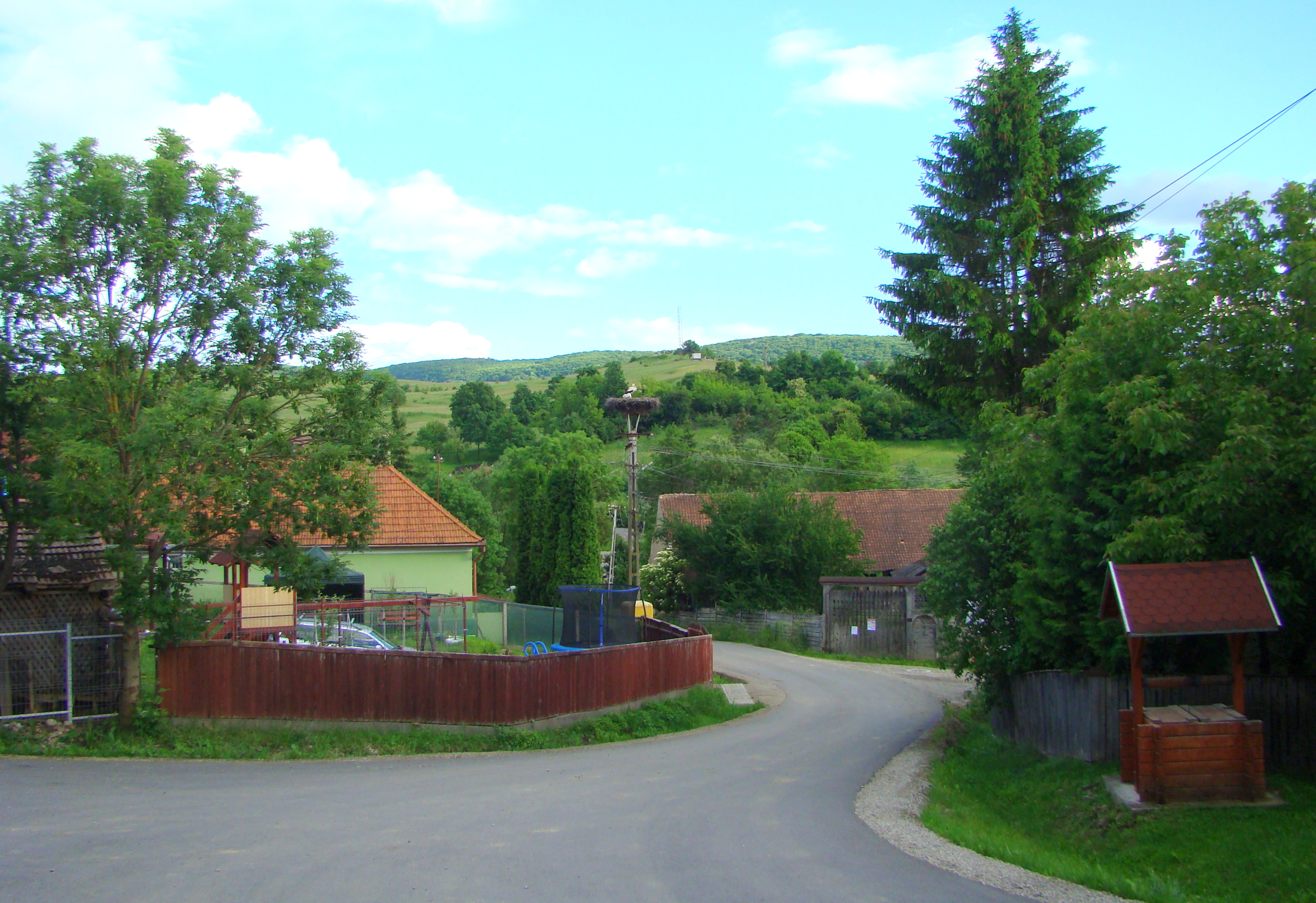
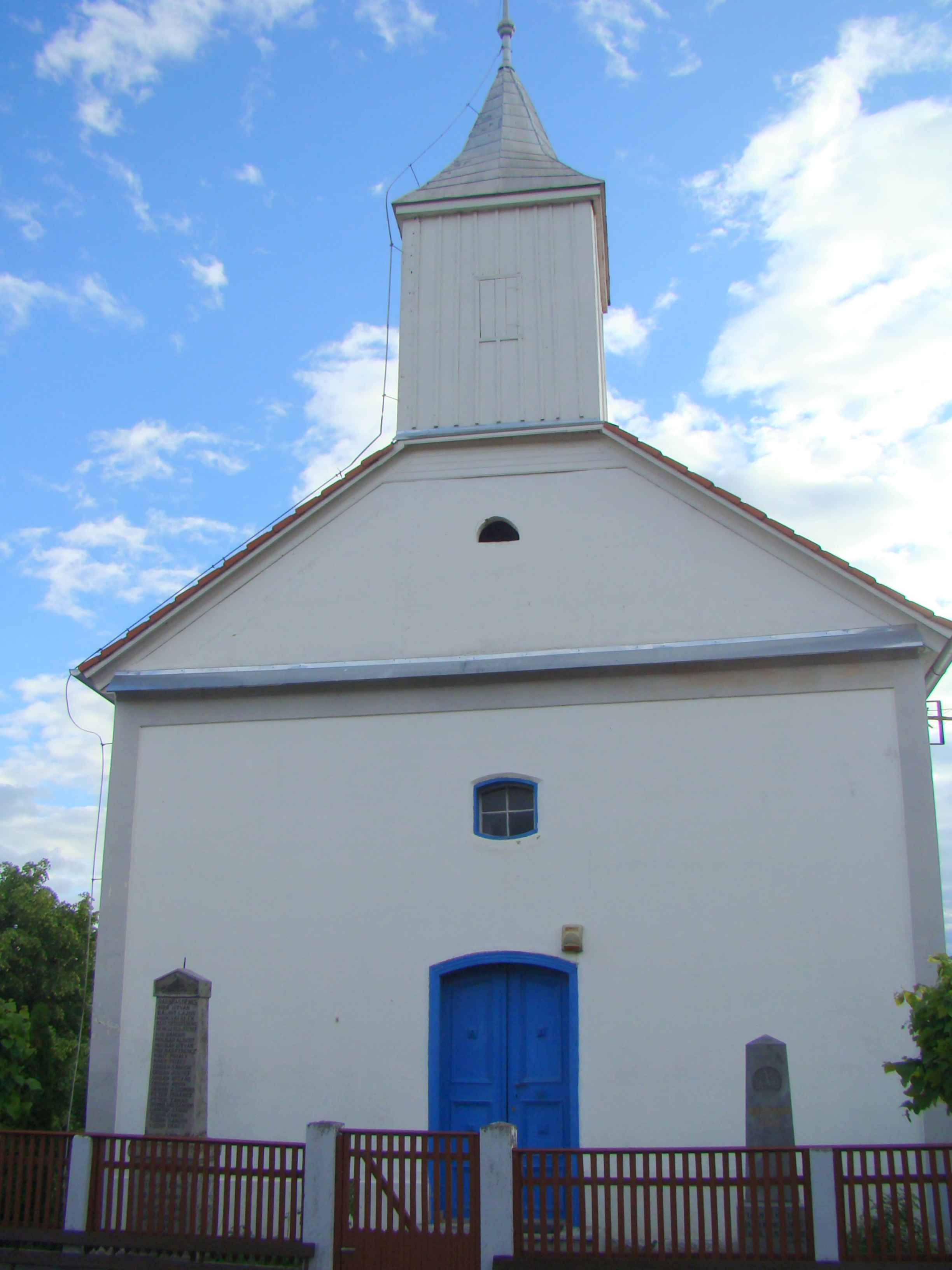
Biserica reformată
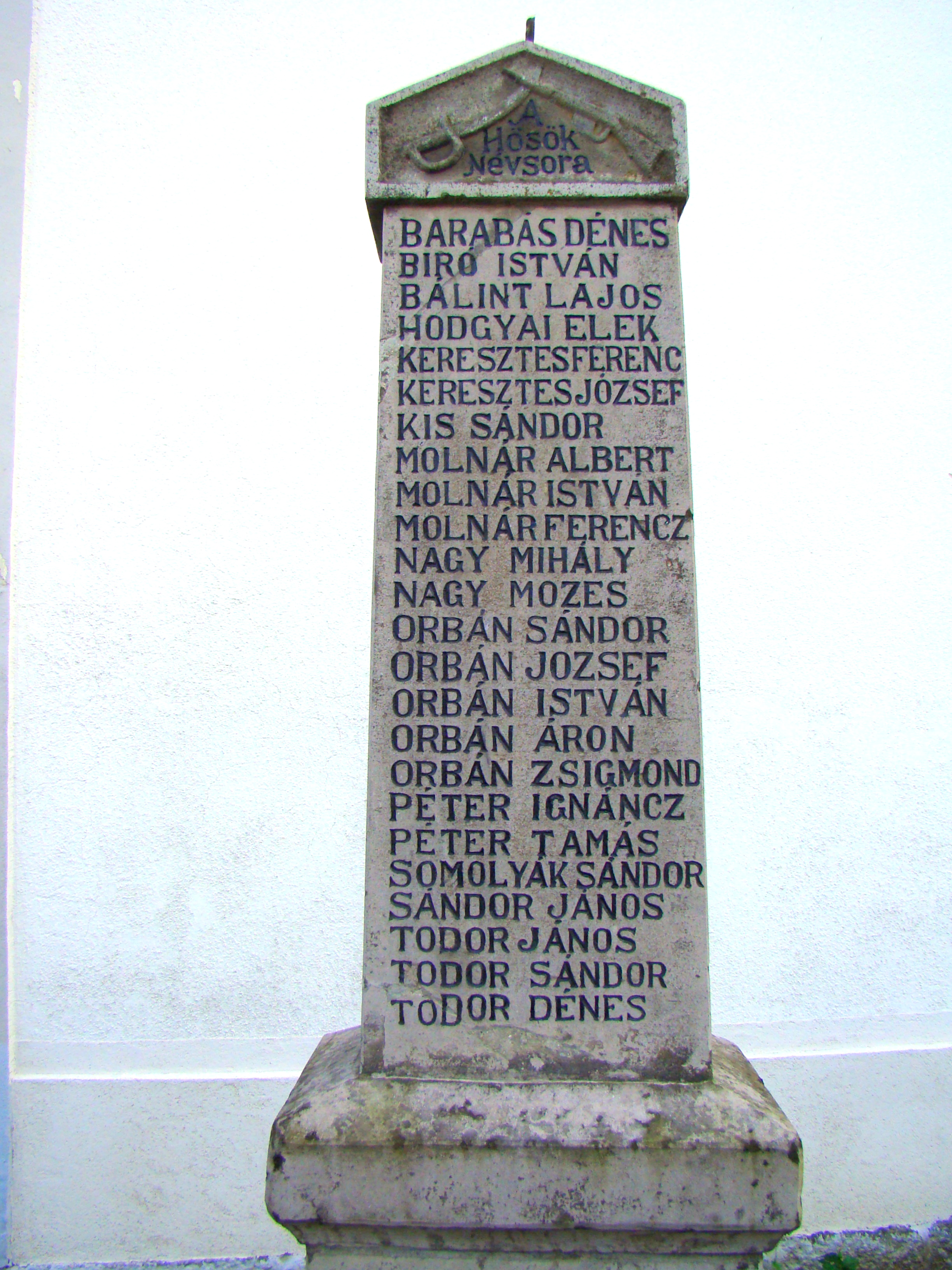
Monumentul eroilor
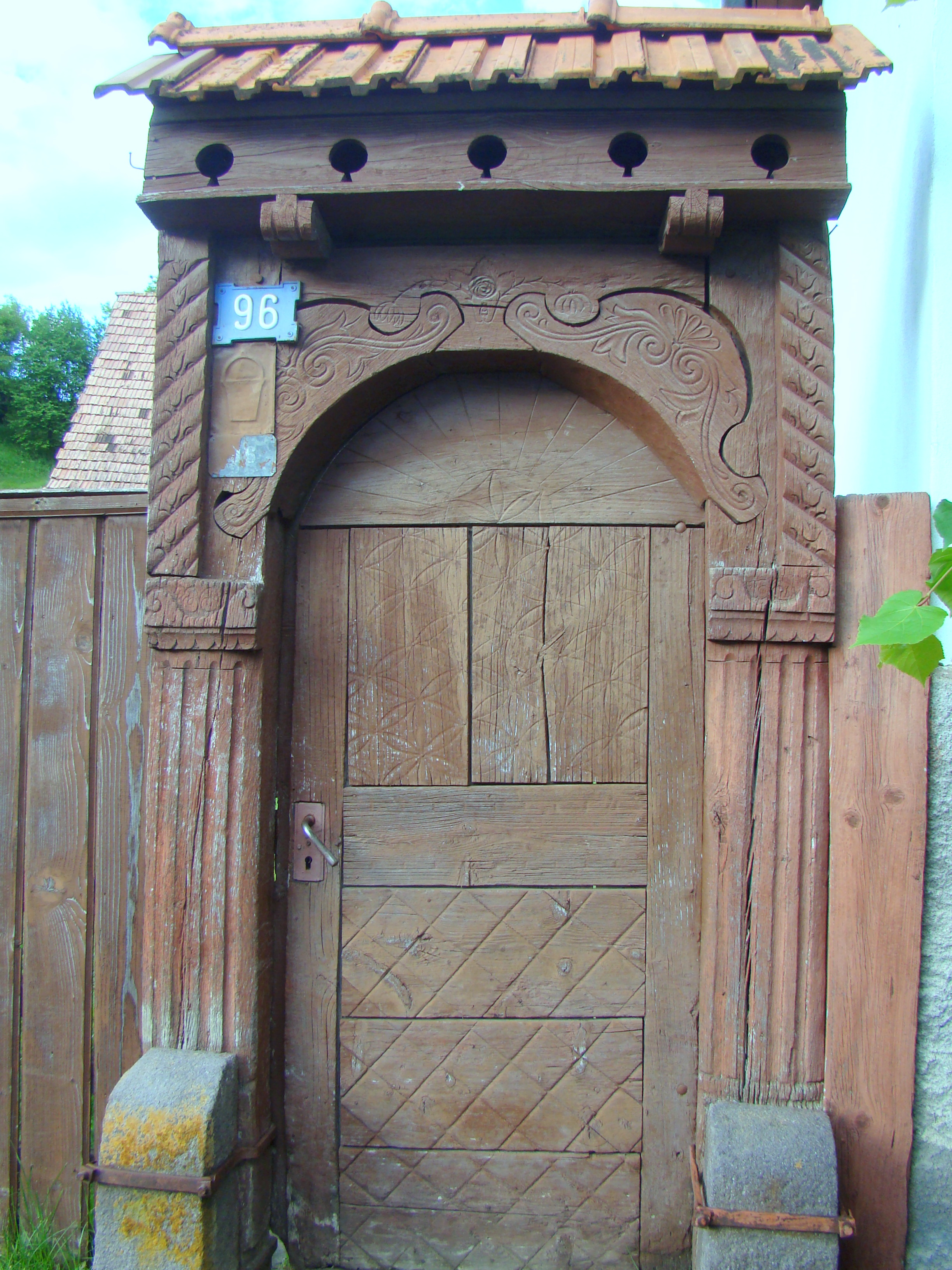
Poartă secuiesc